# 森田高
森田 高（もりた たかし、1967年7月22日 ‐ ）は、日本の政治家、医師。
参議院議員（1期）、総務大臣政務官（菅直人第1次改造内閣・菅直人第2次改造内閣・野田内閣・野田第1次改造内閣）などを歴任。
兄はプログラマーでゲームクリエイターの森田和郎。

## 来歴

### 生い立ち
富山県富山市生まれ。富山大学教育学部附属中学校、富山県立富山高等学校（理数科）、筑波大学医学専門学群卒業。1992年に筑波大学附属病院泌尿器科ジュニアレジデント、1997年に筑波大学附属病院泌尿器科チーフレジデント修了。その後東京逓信病院泌尿器科医員、住友生命保険医務査定室医長・同保険医事研究室医長、晋真会ベリタス病院泌尿器科医長兼健康管理科長を務める。

### 政治家として

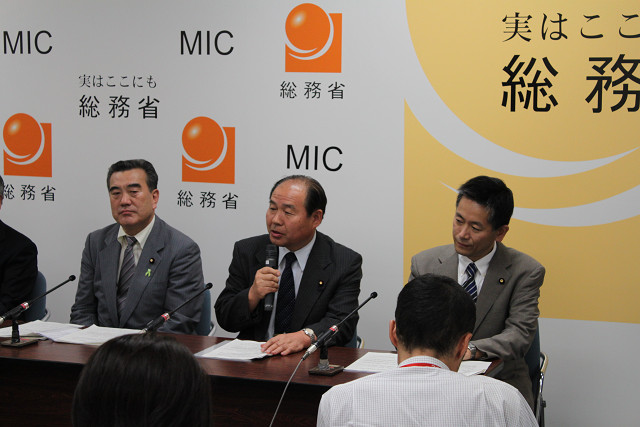
2011年9月、総務大臣政務官就任記者会見にて主濱了（左）、福田昭夫（中央）と

2007年7月、第21回参議院議員通常選挙に富山県選挙区から無所属（民主党・社会民主党・国民新党推薦）で出馬。同い年で現職の野上浩太郎（自由民主党公認）を破り、初当選を果たした。同年8月31日、参議院の院内会派である民主党・新緑風会に入会。2008年12月、国民新党に入党。
2010年2月、国民新党政務調査会長に就任。同年9月、菅直人第1次改造内閣で総務大臣政務官に任命され、党政調会長を退任。菅直人第2次改造内閣・野田内閣・野田第1次改造内閣においても再任された。
2013年1月16日に国民新党を離党。同年2月14日に記者会見し第23回参議院議員通常選挙に富山県選挙区から出馬せず、政界を引退して本業である医師に復帰すると共に、参議院選挙では自民党より出馬予定の堂故茂（氷見市長）を応援する意向を示した。堂故は森田と同じく綿貫門下にあたる。

## 政策・主張

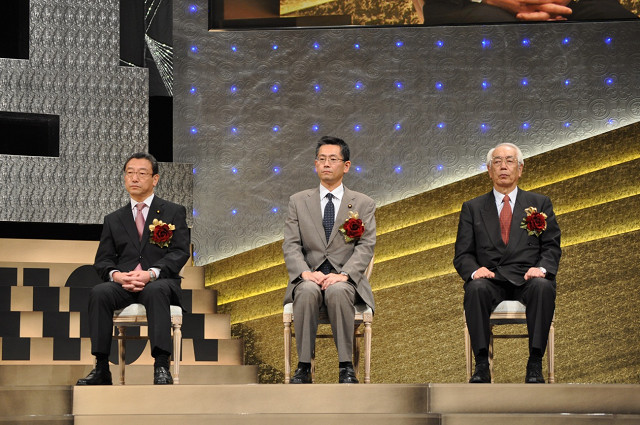
2011年11月1日、民間放送60周年記念全国大会にて内閣官房副長官長浜博行（左）、日本放送協会会長松本正之（右）と

- 自ら医療に携わった経験から、医療制度の問題にかかわる[4]。
- 東日本大震災後の政局の混乱に関連して、現職の総務大臣政務官である森田が「国難のさなか国民・被災地を置き去りにして、何の信念もなく政争をやる民主党は日本の恥。富山の有権者には二度と民主に投票すべきでないと言いたい」と発言した、と報道された[5]。
- 外国人地方参政権問題、選択的夫婦別姓制度導入に反対[6]。

## 所属団体・議員連盟
- 適切な医療を実現する医師国会議員連盟（幹事）
- みんなで靖国神社に参拝する国会議員の会